# Люк Вілсон
Люк Каннінгем Вілсон (англ. Luke Cunningham Wilson; нар. 21 вересня 1971) — американський актор, молодший брат Оуена та Ендрю Вілсонів.

## Життєпис
Люк Вілсон народився в 1971 році в Далласі і був молодшим із синів у сім'ї з трьох дітей. Як і його старші брати, Оуен та Ендрю, він вирішив присвятити себе акторській кар'єрі.
Його дебют відбувся в короткометражній стрічці 1994 року «Пляшкова ракета», яка через два роки вийшла в повнометражній версії. 1999 року він зіграв у фільмі «Діамантовий поліцейський», де виконав роль простодушного детектива Карлсона. Однією з найвідоміших робіт Вілсона стала роль Еммета Річмонда в комедії 2001 року «Білявка в законі», де його партнером по фільму виступила Різ Візерспун. За цим зіграв ролі в таких стрічках, як «Родина Тененбаумів», «Старе загартування», «Алекс і Емма». З 2002 по 2005 рік він знімався в телесеріалі «Шоу 70-х». Серйознішою його роботою стала роль у трилері 2007 року «Вакансія на жертву».
Люк Вілсон є одним з членів так званого Frat Pack («пакунок братів») — прізвисько, дане групі комедійних акторів, до якої також входять Оуен Вілсон, Бен Стіллер, Джек Блек, Стів Карелл, Вінс Вон та Вілл Ферелл.

## Фільмографія
- 1996 — Пляшкова ракета /Bottle Rocket
- 1997 — У наркотичних хвилях /Bongwater
- 1997 — Як брехати в Америці /Telling Lies in America
- 1997 — Крик 2 /Scream 2
- 1998 — Ось такі пироги /Home Fries
- 1998 — Академія Рашмор /Rushmore
- 1999 — Діамантовий поліцейський /Blue Streak
- 2000 — Мій пес Скіп /My Dog Skip
- 2000 — Ангели Чарлі /Charlie's Angels
- 2001 — Білявка в законі /Legally Blonde
- 2001 — Безсмертні душі /Soul Survivors
- 2001 — Родина Тененбаумів /The Royal Tenenbaums
- 2002 — Третій зайвий /The Third Wheel
- 2003 — Шоу століття /Masked and Anonymous
- 2003 — Старе загартування /Old School
- 2003 — Алекс і Емма /The Third Wheel
- 2003 — Янголи Чарлі: Повний вперед /Charlie's Angels: Full Throttle
- 2003 — Білявка в законі 2 /Legally Blonde 2: Red, White & Blonde
- 2004 — Навколо світу за 80 днів /Around the World in 80 Days
- 2004 — Телеведучий: Легенда про Рона Борґанді /Anchorman: The Legend of Ron Burgundy
- 2005 — Історія Венделл Бейкера /The History of Wendell Baker
- 2005 — Привіт сім'ї /The Family Stone
- 2006 — Передрук /Jackass Number Two
- 2006 — У Міні це в перший раз /Mini's First Time
- 2006 — Крик сови /Hoot
- 2006 — Моя супер-колишня /My Super Ex-Girlfriend
- 2006 — Ідіократія /Idiocracy
- 2007 — Убий мене /You Kill Me
- 2007 — Леза слави: Звездуни на льоду /Blades of Glory
- 2007 — Вакансія на жертву /Vacancy
- 2007 — Потяг на Юму /3:10 To Yuma
- 2007 — Блондинка з амбіціями /Blonde Ambition
- 2008 — Генрі Пул вже тут /Henry Poole is Here
- 2009 — Посередники / Middle Men
- 2009 — Суперниця / Tenure
- 2010 — Смерть на похороні / Death at a Funeral
- 2011 — 2013 — Просвітлена / Enlightened
- 2012 — Абсолютне зло / Meeting Evil
- 2012 — Прості істини / Straight A's
- 2013 — Move Me Brightly
- 2013 — П'яна історія / Drunk History
- 2014 — Поїздка / Ride
- 2014 — Шановна Елеонор / Dear Eleanor
- 2014 — Близнюки / The Skeleton Twins
- 2015 — Серце вщент / Playing It Cool
- 2015 — Лугова країна / Meadowland
- 2015 — Безглузда шістка / The Ridiculous 6
- 2015 — Оборонець / Concussion
- 2016 — Злочинці та Ангели / Outlaws and Angels
- 2016 — Все, що у нас було / All We Had
- 2016 — Наближення до невідомого / Approaching the Unknown
- 2016 — Рок Дог / Rock Dog
- 2016 — Гастролери / Roadies
- 2017 — Міра людини / Measure of a Man
- 2017 — Статус Бреда / Brad's Status
- 2019 — Щиголь / The Goldfinch
- 2022 — Дивись в обидва боки / Look Both Ways
- 2024 — Горизонт: Американська сага / Horizon: An American Saga